# Coventry
Pour les articles homonymes, voir Coventry (homonymie).
Coventry (/ˈkɒvəntɹi/) est une ville d'Angleterre, située dans la région des Midlands de l'Ouest, à proximité de Birmingham.
Deuxième ville du comté de Midlands de l'Ouest, sa population est estimée à 329 810 habitants (2013). Elle a une position centrale en Angleterre, n'étant qu'à 18 km de son centre géographique,. Depuis 1345, Coventry possède officiellement le statut de cité. Elle a longtemps été l'un des plus importants centres industriels du pays avec une économie dynamique, et notamment un centre important de l'industrie automobile britannique. La ville possède trois universités. Elle est la première ville récompensée du prix de l'Europe, en 1955.

## Histoire
Au XVe siècle, Coventry était la quatrième ville d'Angleterre. Elle était très bien protégée des agresseurs, notamment grâce aux châteaux médiévaux de Warwick et Kenilworth, situés non loin de la ville. Sa prospérité était due principalement aux échanges de laine et de textile.
Lors de la Seconde Guerre mondiale, Coventry subit gravement les bombardements massifs de la Luftwaffe le 14 novembre 1940 par une vague de 500 bombardiers (opération Mondscheinsonate). Selon certains historiens reprenant un communiqué allemand de l'époque, ce raid contre une ville médiévale aurait été une riposte contre le bombardement du centre historique de Munich par des avions britanniques six jours plus tôt. La ville fut très endommagée (4 330 logements détruits), 568 de ses 320 000 habitants furent tués et 723 blessés.
D'autres vagues de bombardement eurent lieu sur Liverpool, Plymouth, Bristol et Southampton dans le cadre du Blitz.
La cathédrale de Coventry a été volontairement laissée telle que l'a réduite le bombardement : il n'en reste plus que des piliers et quelques pans de mur. Elle n'est toutefois pas désaffectée, et une seconde cathédrale a été construite juste à côté dans un style moderne imaginé par l'architecte Basil Spence. Les travaux ont débuté en 1956 et l'inauguration a eu lieu le 25 mai 1962. À cette occasion fut créé le bouleversant War Requiem (« Requiem de guerre », non liturgique) de Benjamin Britten (1913-1976) sur des poèmes de Wilfred Owen, qui fait intervenir un chœur d’adultes, un chœur d’enfants, deux orchestres et trois solistes vocaux. Ceux-ci étaient, ce jour-là, trois personnalités à la réputation internationale : la soprano russe Galina Vichnevskaïa (épouse du violoncelliste Mstislav Rostropovitch), le ténor anglais Peter Pears (l'ami de Britten) et, pour symboliser la réconciliation, le baryton allemand Dietrich Fischer-Dieskau. Les vitraux sont une œuvre du maître-verrier alsacien Tristan Ruhlmann. Cette nouvelle cathédrale accueille les cérémonies religieuses, mais l'ancienne est toujours accessible à ciel ouvert.
La ville, elle, a été également reconstruite, ce qui lui a valu le nom de Phoenix City, et l'emblème de l'université de Coventry est de fait un phénix.

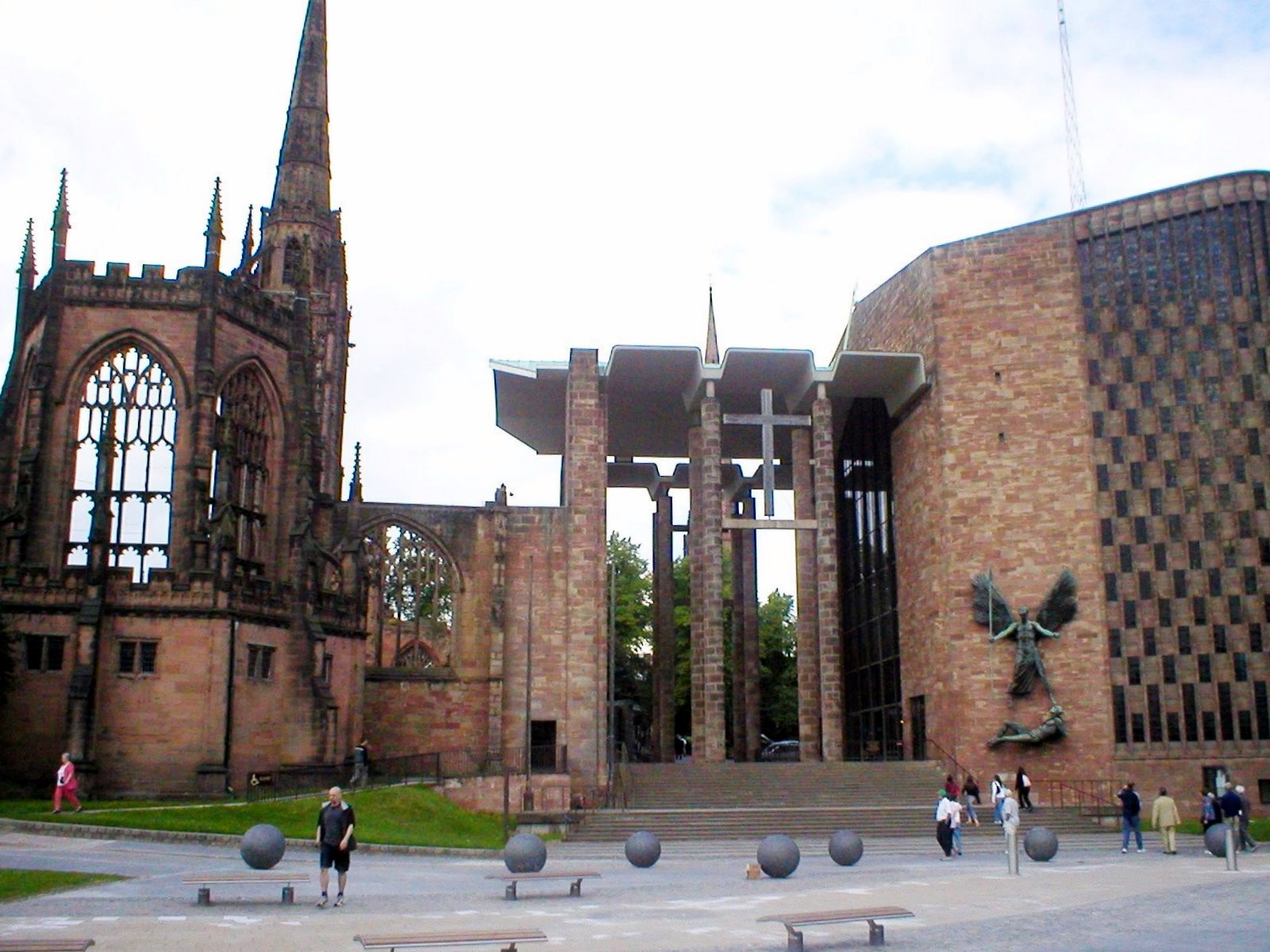
À gauche, les ruines de l'ancienne cathédrale et à droite, la nouvelle cathédrale conçue par sir Basil Spence.
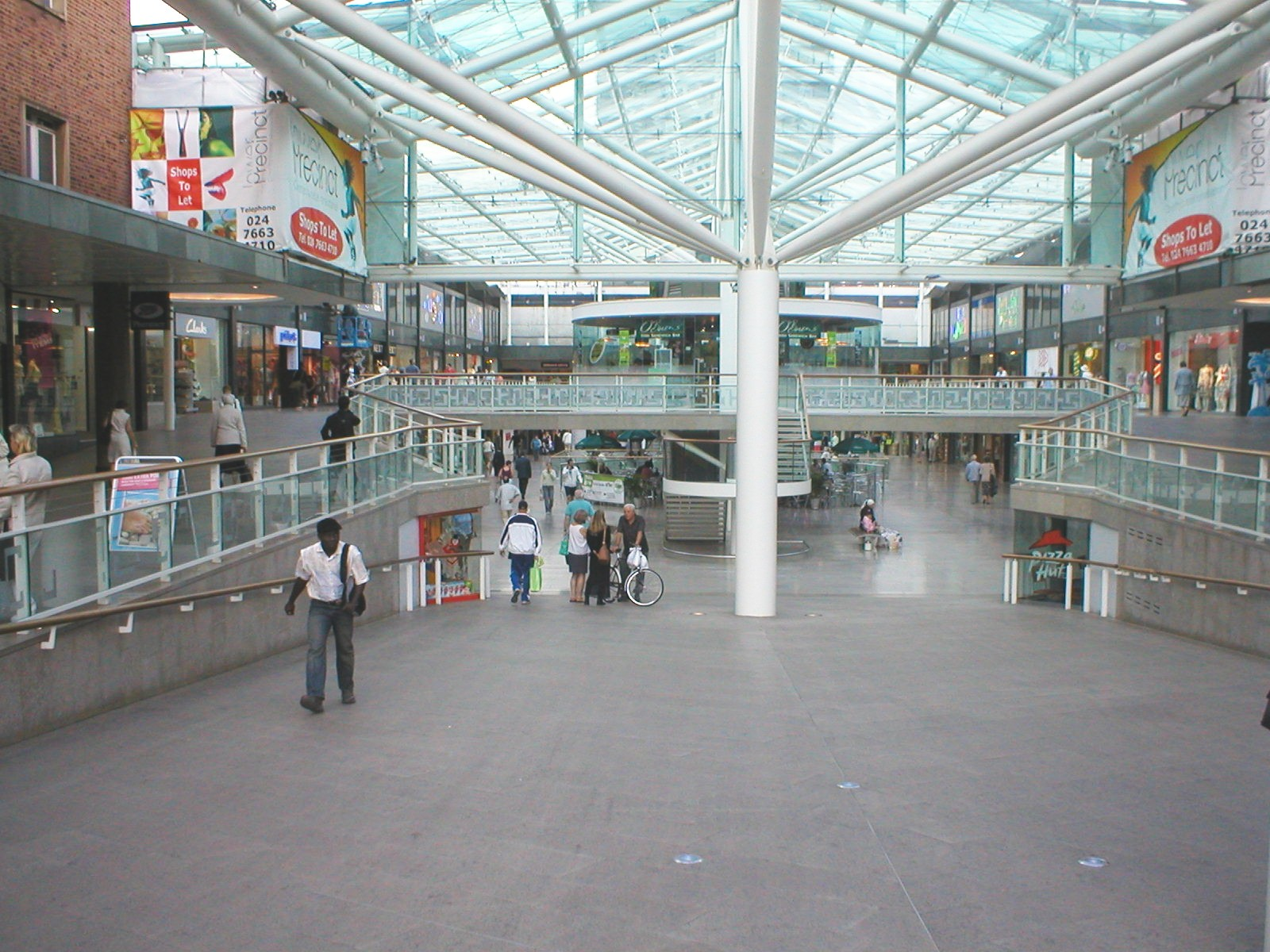
Le precinct (galerie marchande) au centre-ville.

## Climat
Comme le reste des Îles Britanniques et des Midlands, Coventry connaît un climat océanique avec hivers doux et étés frais. La plus proche station météorologique est celle de Coundon/Coventry Bablake. Les extrema de température enregistrés à Coventry vont de −18,2 °C en février 1947, à 35,1 °C en août 1990. La plus basse température observée ces dernières années a été de −10,8 °C au cours du mois de décembre 2010,.
| Mois                              | jan.  | fév.  | mars  | avril | mai   | juin  | jui.  | août  | sep.  | oct.  | nov. | déc.  | année |
| --------------------------------- | ----- | ----- | ----- | ----- | ----- | ----- | ----- | ----- | ----- | ----- | ---- | ----- | ----- |
| Température minimale moyenne (°C) | 1,4   | 1     | 2,9   | 4     | 7     | 9,9   | 12,2  | 11,8  | 9,7   | 6,7   | 3,7  | 2,3   | 6,1   |
| Température maximale moyenne (°C) | 6,9   | 7,2   | 9,9   | 12,4  | 16,2  | 19,1  | 21,8  | 21,4  | 18,1  | 13,9  | 9,7  | 7,6   | 13,7  |
| Record de froid (°C)              | −16,7 | −18,2 | −15,6 | −6,1  | −5    | −0,6  | 3,4   | 0,8   | −1,1  | −4,9  | −8,9 | −16,1 | −18,2 |
| Record de chaleur (°C)            | 14,4  | 18,1  | 24    | 26,7  | 30,9  | 32,4  | 34,4  | 35,1  | 34,2  | 28,2  | 20,6 | 18,9  | 35,1  |
| Ensoleillement (h)                | 55,1  | 68,2  | 100,3 | 138,1 | 193,6 | 176,5 | 200,1 | 186,6 | 135,9 | 103,7 | 66,9 | 48,2  |       |
| Précipitations (mm)               | 61,2  | 44,3  | 50,6  | 49,3  | 50,8  | 56,9  | 49,5  | 66,3  | 59    | 59,4  | 58   | 62,3  |       |

| Diagramme climatique                                  |          |            |           |           |             |              |              |           |             |          |            |
| J                                                     | F        | M          | A         | M         | J           | J            | A            | S         | O           | N        | D          |
| 6,91,461,2                                            | 7,2144,3 | 9,92,950,6 | 12,4449,3 | 16,2750,8 | 19,19,956,9 | 21,812,249,5 | 21,411,866,3 | 18,19,759 | 13,96,759,4 | 9,73,758 | 7,62,362,3 |
| Moyennes : • Temp. maxi et mini °C • Précipitation mm |          |            |           |           |             |              |              |           |             |          |            |

## Quartiers et banlieues
- Alderman's Green
- Allesley
- Allesley Green
- Allesley Park
- Ash Green
- Ball Hill
- Bannerbrook Park
- Bell Green
- Binley
- Bishopsgate Green
- Brownshill Green
- Canley
- Cannon Park
- Chapelfields
- Cheylesmore
- Clifford Park
- Copsewood
- Coundon
- Courthouse Green
- Daimler Green
- Earlsdon
- Eastern Green
- Edgwick
- Ernesford (or Ernsford) Grange
- Finham
- Fenside
- Foleshill
- Green Lane
- Gibbet Hill
- Gosford Green
- Great Heath
- Hearsall Common
- Henley Green
- Hillfields
- Holbrooks
- Keresley
- Little Heath
- Longford
- Mount Nod
- Nailcote Grange
- Pinley
- Potters Green
- Radford
- Spon End
- Stoke
- Stoke Heath
- Stoke Aldermoor
- Stivichall/Styvechale
- Tanyard Farm
- Tile Hill
- Toll Bar End
- Victoria Farm
- Walsgrave-on-Sowe
- Westwood Heath
- Whitley
- Whitmore Park
- Whoberley
- Willenhall
- Wood End
- Woodway Park
- Wyken

## Économie
Coventry est réputée pour son industrie automobile. La première usine automobile anglaise a été fondée à Coventry, par la société Daimler. Depuis, plus de 130 sociétés automobiles sont passées par Coventry. La première, Triumph Motor Company, constructeur automobile anglais aujourd'hui disparu, a été fondée à Coventry en tant que fabricant de cycles par Moritz Schulte et Siegfried Bettmann en 1890. Citoyens allemands, ils ouvrirent également une filiale à Nuremberg qui resta liée à la maison mère jusqu'en 1929 (la branche moto existe toujours, voir l'article Triumph (moto).
La banlieue sud de la ville, Whitley, regroupe le siège et les bureaux de Jaguar et de Land Rover.
La dernière est PSA Peugeot Citroën qui a annoncé la fermeture de son site de production de Ryton, près de Coventry, en 2007. Les sièges sociaux de Citroën Grande-Bretagne et de Peugeot Motor Company sont regroupés depuis 2012 dans le quartier de Pinley à Coventry.
Coventry possède un aéroport situé à Baginton (code AITA : CVT).

## Culture

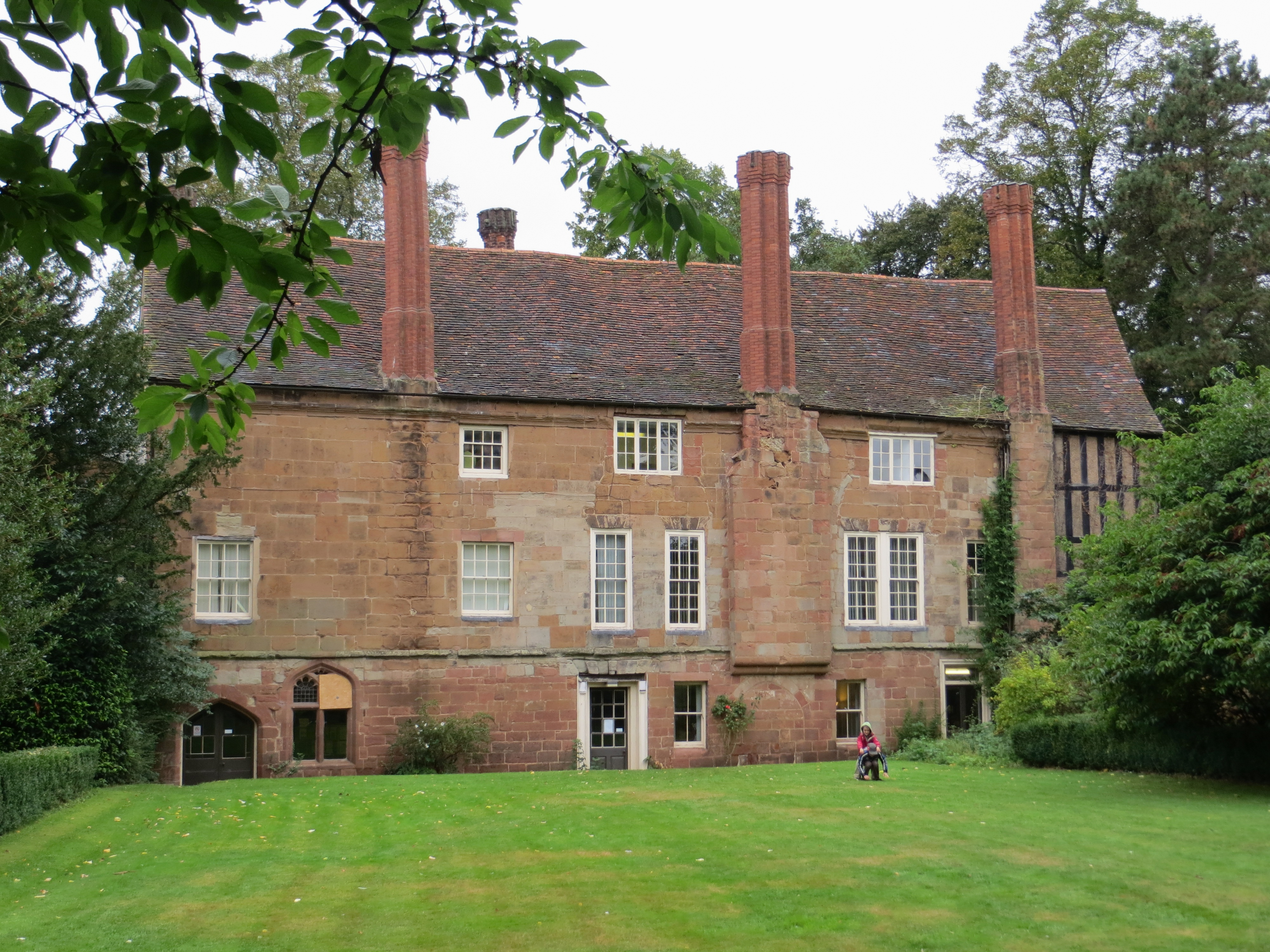
La chartreuse de Coventry, ancien monastère chartreux.

- Le centre-ville accueille le musée des transports, qui reflète l'histoire de l'automobile au fil du temps. On peut y voir notamment la voiture supersonique qui a battu le record du monde de vitesse en 1997, Thrust2. Il comprend également une large collection de cycles et de vélos.

- La Lanchester's Library est la nouvelle bibliothèque universitaire de Coventry. Elle comporte environ 400 000 livres en libre accès et un parc informatique important relié au réseau de l'université.

- L'université (Coventry University), tient une place extrêmement importante au sein de la cité. Située au cœur du centre ville, elle attire chaque année plusieurs milliers d'étudiants, dont un bon nombre d'étrangers, donnant ainsi à la ville un aspect actif et international tout à fait intéressant. Historiquement, et relativement à l'activité locale, l'établissement était un College of design et formait des designers automobiles. Plus tard, l'activité s'est élargie et ce qui devint la Coventry Polytechnics School, préparait ses élèves au design plus généralement, et à d'autres sciences d'ingénieurs. En 1992, et suivant une loi d'harmonisation de l'enseignement supérieur dans tout le pays, l'établissement devint la Coventry University, et l'on y enseigne aujourd'hui des disciplines aussi diverses que variées, allant effectivement des sciences d'ingénieurs jusqu'aux soins infirmiers, en passant par le business, le droit et les langues.

### Musique
Sont originaires de Coventry les groupes Dando Shaft, All About Eve, The Primitives, Cathedral et The Enemy, les chanteuses Hazel O'Connor et Jen Ledger, ainsi que les musiciens Clint Mansell, Delia Derbyshire et Panjabi MC.
À partir de 1979, la ville voit l'émergence des groupes de ska The Specials, The Selecter et Fun Boy Three, ainsi que la création du label 2 Tone Records. 
Le musée indépendant Coventry Music Museum, consacré à la culture musicale de la ville et de ses environs, consacre une part importante de ses collections à 2 Tone.

## Transports
La gare de Coventry dessert la ville.
L'aéroport de Coventry (EGBE) se trouve à 6 km au sud-sud-est du centre-ville de Coventry, près du village de Baginton (Warwickshire). Il est exploité par la compagnie Coventry Airport Limited, et détient l'autorisation de transporter des passagers et de former des pilotes.

## Divers
- Il est fait référence à Coventry dans l'expression « being sent to Coventry » qui peut se traduire par être placardisé, être ostracisé ou encore être limogé.

## Sport
- Wasps
- Coventry City

## Personnages célèbres
- Lady Godiva (990-1067), dame anglo-saxonne.
- Thomas Stedman Whitwell (1784-1840), architecte.
- Billie Whitelaw (1932-2014), actrice britannique.
- Kevin Warwick (1954-), scientifique.
- Lee Child (1954-), écrivain.
- Clint Mansell (1963-), compositeur de musique de films.
- Clive Owen (1964-), acteur britannique.
- Lee Dorrian (1968), chanteur du groupe Cathedral.
- Sophie Ellis Bextor (1979-), chanteuse et mannequin.
- Cal Crutchlow (1985-), pilote motocycliste.
- Tamla Kari (1988-), actrice.
- Jen Ledger (1989-), batteuse du groupe Skillet.
- Pauline Black (1953-), chanteuse du groupe The Selecter.
- Les groupes de metal Napalm Death (Meriden précisément) et Bolt Thrower
- Alex McSweeney, acteur et universitaire.
- Linda Jackson, PDG de la marque automobile Peugeot.

## Jumelages
- Saint-Étienne (France)
- Arnhem (Pays-Bas)
- Belgrade (Serbie)
- Bologne (Italie)
- Cork (Irlande)
- Cornwall (Canada)
- Coventry, Connecticut (États-Unis)
- Coventry, New York (États-Unis)
- Coventry, Rhode Island (États-Unis)
- Dresde (Allemagne)
- Dunaújváros (Hongrie)
- Galaţi (Roumanie)
- Granby (Canada)
- Graz (Autriche)
- Jinan (Chine)
- Kecskemét (Hongrie)
- Kiel (Allemagne)
- Kingston (Jamaïque)
- Lidice (Tchéquie)
- Ostrava (Tchéquie)
- Parkes (Australie)
- Sarajevo (Bosnie-Herzégovine)
- Volgograd (Russie)
- Varsovie (Pologne)
- Madrid (Espagne)